# START!!
「START!!」（スタート!!）は、PEACEFULの1枚目のシングル。2011年6月8日にWESS RECORDSから発売された。

## 概要
北海道アイドルプロジェクトから生まれたグループのデビューシングルである。
品番はWHCD-80

## 収録曲
1. START!!
サン・クロレラクラシック2011年度のテーマソング。
2. ロンド
3. life is game?
4. START!!（カラオケ）